# Oneida (musikgrupp)
Oneida är ett amerikanskt rockband, bildat 1997 i Brooklyn i New York. Bandet är influerat av psykedelisk rock, krautrock, elektronisk musik, noiserock, och minimalistisk stil. Signifikant för Oneidas musik är bland annat improvisation, upprepningar och repetitiva trummor.
I september 2007 firade gruppen tio år genom att en hyllningskonsert på MoMA PS1.
Musikstilen är ganska svår att kategorisera, men man kan beskriva den som starkt psykedeliskt inspirerad krautrock.
Deras mest kända album Each One Teach One, som kom 2002, samt EP:n Steel Rod från 2000. Båda gavs ut på skivbolaget Jagjaguwar.

## Medlemmar
Nuvarande medlemmar
- Kid Millions (John Colpitts) – trummor, sång
- Fat Bobby (Bobby Matador) – orgel, gitarr, sång
- Hanoi Jane (Baby Jane) – gitarr, basgitarr
- Showtime (Shahin Motia) – gitarr
- Barry London – synthesizer, orgel

Tidigare medlemmar
- PCRZ (Papa Crazee / Pat Sullivan) – keyboard, gitarr (1997–2002)
- Double Rainbow (Phil Manley / Double Shadow) – gitarr (2006–?)

## Diskografi
Studioalbum
- A Place Called El Shaddai's (Turnbuckle – 1997)
- Enemy Hogs (Turnbuckle – 1999: återutgiven 2001 av Jagjaguwar)
- Come on Everybody Let's Rock (Jagjaguwar – 2000)
- Anthem of the Moon (Jagjaguwar – 2001)
- Each One Teach One (Jagjaguwar – 2002)
- Secret Wars (Jagjaguwar – 2004)
- The Wedding (Jagjaguwar – 2005)
- Happy New Year (Jagjaguwar – 2006)
- Preteen Weaponry (Jagjaguwar – 2008)
- Rated O (Jagjaguwar – 2009)
- Absolute II (Jagjaguwar – 2011)

Livealbum
- Street People (Bulb – 2001) (delad album med 25 Suaves)
- Fine European Food and Wine (Scotch Tapes – 2010)

EP
- Steel Rod (Jagjaguwar – 2000)
- Atheists, Reconsider (Arena Rock Recording Co. – 2002) (delad EP med Liars)
- Nice. / Splittin' Peaches (Ace Fu – 2004)

Singlar
- "Best Friends" / "The Land of Bugs" (Turnbuckle – 1998)
- "Bobby's Black Thumb" (Jagjaguwar – 2002) (delad singel med Songs: Ohia)
- "Anthem of the Moon" (Jagjaguwar – 2002) (delad singel med Brother JT)
- "Caesar's Column" (Rough Trade – 2004)
- "Split" (Brah – 2005) (delad singel med Plastic Crimewave Sound)
- "Heads Ain't Ready" (These Are Not Records – 2008)
- "Green Corridor" (Altin Village & Mine – 2010) (delad singel med Pterodactyl)
- "Equinox" / "Last Hit" (Xhol Recordings – 2010)
- "Human Factor" (Limited Appeal – 2010)
- "Split" (Rocket Recordings – 2011) (delad singel med Mugstar)